# Franc Smolej
Temple de la renommée slovène : 2007
Franc Smolej (né le 18 juillet 1940 à Jesenice en République socialiste de Slovénie) est un joueur slovène de hockey sur glace.

## Biographie

### Carrière en club
Il a évolué au HK Jesenice dans le championnat de Yougoslavie.

### Carrière internationale
Il a représenté la Yougoslavie au niveau international. Il a participé aux Jeux olympiques de 1964 et 1968.